# Zweimal Weihnachten
Zweimal Weihnachten (Eigenschreibweise: 2 × Weihnachten, französisch 2 × Noël, italienisch 2 × Natale, rätoromanisch 2 × Nadal) ist eine gemeinsame Aktion des Schweizerisches Rotes Kreuz, Schweizer Post, Coop und SRG SSR.

## Idee
Die Aktion «2 x Weihnachten» ruft bereits seit 1997 die Bevölkerung aus, Pakete mit Artikeln des Grundbedarfs für armutsbetroffene Menschen in der Schweiz zu spenden. Gerade Hygieneprodukte wie Zahnpasta oder auch Nahrungsmittel belasten das Budget von armutsbetroffenen Menschen stark. Die Aktion «2 x Weihnachten» setzt sich dafür ein, das kleine Budget dieser Menschen aufzubessern und eine Entlastung im Alltag zu bieten. Alternativ kann ein Online Paket gespendet werden. Mit dem Erlös aus den Onlinepaketen werden für Menschen in Armenien, Bosnien, Herzegowina, Kirgistan und Moldawien Lebensmittel und Grundbedarfsartikel gekauft.
Spendenpakete können kostenlos in jeder Postfiliale aufgeben werden oder mit pick@home gratis zuhause abgeholt werden. In grösseren Coop-Verkaufsstellen können bereits zusammengestellte Pakete gekauft und am Kundendienst abgegeben werden. Alle gespendeten Pakete werden sortiert und für die Weiterleitung an die Rotkreuz-Kantonalverbände zusammengestellt. Diese übernehmen die Verteilung der Spende an bedürftige Menschen. 

## Geschichte
- 1997: Es wurden rund 35000 Pakete aufgegeben.
- 1998: 70000 Pakete.[1]
- 24. Dezember 1999 und dem 6. Januar 2000:[2]
- 24. Dezember 2000–2001: rund 64000 Pakete[3]
- 24. Dezember 2001 bis zum 7. Januar 2002[4]: 70000 Geschenkpakete[5][6]
- 2002: über 64000 Pakete mit 250 Tonnen Geschenkartikeln und einem Warenwert von rund 4 Millionen Franken.[7]
- 2003 bis 7. Januar 2004: über 69000 Pakete mit einem Gesamtgewicht von fast 300 Tonnen und einem Warenwert von rund 4 Millionen Franken.[8]
- 2004 bis 5. Januar 2005: über 76000 Pakete mit einem Gesamtgewicht von rund 350 Tonnen und einem Warenwert von über 4 Millionen Franken[9]
- 2005 bis 5. Januar 2006: über 74000 Pakete mit einem Gesamtgewicht von rund 340 Tonnen und einem Warenwert von über 4 Millionen Franken.[10]
- 2006 bis 6. Januar 2007:[11]
- 2007 bis 8. Januar 2008: Als Neuerung können Pakete auch über die Internet-Seite www.2xweihnachten.ch geschenkt werden.[12]
- 2008 bis 7. Januar 2009: In diesem Jahr in Bosnien-Herzegowina – hauptsächlich in der Region Tuzla, wo die Spuren des Krieges immer noch stark spürbar sind – in Belarus und in Moldawien.[13]
- 2009 bis 9. Januar 2010: Virtuelle Pakete können bis zum 31. Januar verschenkt werden.[14]
- 2010 bis 8. Januar 2011: Zusätzlich war ein Postauto in der Deutsch- und Westschweiz unterwegs und nahm ebenfalls Geschenkpakete aus der Bevölkerung entgegen.[15]
- 2013: 73000 Pakete. 218 Tonnen in der Schweiz und 119 Tonnen in Osteuropa (Bulgarien, Moldawien, Belarus sowie Bosnien und Herzegowina) verteilt.[16]
- 24. Dezember 2014 bis 10. Januar 2015: Am 30. Dezember 2014 fand eine Aktion von Radio SRF 1 auf dem Berner Münsterplatz statt.[17]